# Harbin
Harbin (mandžurijski: ᡥᠠᠯᠪᡳᠨ; kineski: 哈尔滨, pinyin: Hārbīn) je glavni i najveći grad kineske pokrajine Heilongjiang, na sjeveroistoku Kine. Harbin je osmi grad po veličini u Kini (prema popisu iz 2010.), te predstavlja političko, ekonomsko, znanstveno, kulturno i telekomunikacijsko središte sjeveroistočne Kine.
Ime Harbin je mandžurskog podrijetla, i znači „mjesto za sušenje ribarskih mreža”.

## Zemljopisne odlike
Harbin leži na krajnjem sjeveroistoku Kine, na površini od 53.068 km². Grad se većinom smjestio duž južnih obala rijeke Sungari (Sōnghuā), na ravničarskom terenu prosječne nadmorske visine 150 m.

### Klima
Po Köppenovoj klasifikaciji klime Harbin ima umjerenu kontinentalnu klimu, ali je zbog blizine Sibira temperatura zimi vrlo hladne, tako je u siječnju prosječna temperatura -18,4 °C, ali u srpnju 23 °C. Na grad padne prosječno oko 524 milimetara padalina i to većinom ljeti.

## Povijest
Harbin je sve do 1896. bio malo ribarsko selo pod imenom Alejin (Čast). Svoj brzi rast u veliki grad zahvaljuje izgradnji kineske istočne željeznice kroz Mandžuriju koju su gradili Rusi krajem 19. st. i početkom 20. st. Izabrali su Harbin kao središte za izgradnju željezničkih pruga, kojim su 1904. povezali Transibirsku željeznicu od Bajkalskog jezera u Sibiru s lukom Vladivostok na Japanskom moru. Harbin je bio i baza za ruske vojne operacije u Mandžuriji, za vrijeme Rusko-japanskog rata (1904. – 1905.), a nakon rata je bio pod privremenom zajedničkom kinesko - japanskom upravom. Nakon Oktobarske revolucije 1917. god. grad je postao utočište za brojne izbjeglice iz Rusije, tako da je to vrijeme imao najviše ruskog stanovništvo, u usporedbi s bilo kojim gradom izvan Sovjetskog Saveza.
Tijekom razdoblja u japanske vladavine nad Mandžurijom za njihove marionetske države - Mandžukuo (1932. – 1945.), Harbin je bio dio provincije Binjiang. Mjesto u kom su Japanci eksperimentirali s biološkom ratovanjem za vrijeme Drugog svjetskog rata. Jedinice Crvene armije zauzele su grad u 1945., a godinu dana kasnije preuzele su ga jedinice Mao Ce Tunga i odatle krenule na svoj pohod na sjeveroistok Kine. Nakon rata grad je počeo ubrzano rasti, kako brojem stanovnika, tako i brojem industrijskih pogona.

## Znamenitosti
Harbin su zvali „Istočna Moskva” zbog velikog broja građevina izgrađenih prije 1950-ih pod ruskim utjecajem u stilu baroka s bizantskim pročeljima, te kasnije socijalističkog realizma (npr. Centralna avenija, započeta 1898.). 
Današnji grad brzo mijenja svoj izgled, jer se umjesto starih građevina grade novi armirano betonski objekti. Iznimka je dobro očuvana crkva sv. Sofije u kvartu Daoli, najveća je od nekoliko preostalih pravoslavnih crkava. 
Mnogi građani su vjerovali kako je pravoslavna crkva oštetila lokalni feng shui, pa su 1921. godine donirali novac za izgradnju kineskog budističkog samostana, Hrama blaženstva Ji Le.
Harbin je postao svjetski poznat po svom tradicionalnom Zimskom festivalu, obično od početka siječnja do sredine veljače, na kojem je glavna atrakcija izrada skulptura od leda. Festival je prvi put organiziran 1984. i sada je postao zimska turistička atrakcija. Jedan je od četiri najveća festivala leda i snijega na svijetu (uz festival snijega u Sapporu, skijaški festival u Oslu i zimski solsticij u Quebecu).
Harbin je prepoznao i UNESCO kao „glazbeni grad” i dio je „mreže krativnih gradova” od 2010. god. Osnovan 1908., Simfonijski orkestar Harbina bio je najstariji kineski simfonijski orkestar. Prva glazbena škola u Harbinu bila je i prva glazbena škola u Kini, koja je osnovana 1928. godine. Harbinska opera u kulturnom središtu okruga Songbei, arhitekta Ma Yansonga, je otvorena 2015. god. i već se proslavila kao jedinstven koncept građevine u skladu s okolnim vodenim krajolikom.
- Zgrada europskog stila na Središnjoj aveniji.
- Hram blaženstva, budistički hram u Harbinu
- Glazbeni park Harbina
- Festival ledenih lampiona u Harbinu

## Uprava
Pod-pokrajinski grad Harbin je nadležan za 9 distrikta, 2 grada sa statusom okruga i 7 okruga:
| Zemljovid Harbina | Zemljovid Harbina | Zemljovid Harbina | Zemljovid Harbina    | Zemljovid Harbina | Zemljovid Harbina | Zemljovid Harbina | Zemljovid Harbina | Zemljovid Harbina | Zemljovid Harbina | Zemljovid Harbina  | Zemljovid Harbina |             |
| --- | ----------------- | ----------------- | -------------------- | ----------------- | ----------------- | ----------------- | ----------------- | ----------------- | ----------------- | ------------------ | ----------------- | ----------- |
| Daoli 1 Daowai 2 3 4 Hulan Acheng Shuangcheng Yilan Fangzheng Bin Bayan Mulan Tonghe Yanshou Shangzhi Wuchang 1. Nangang 2. Pingfang 3. Songbei 4. Xiangfang |                   |                   |                      |                   |                   |                   |                   |                   |                   |                    |                   |             |
| Kod | Podjela           | Površina km2      | Stanovništvo (2010.) | Sjedište          | Poštanski broj    | Pod-podjele       | Pod-podjele       | Pod-podjele       | Pod-podjele       | Pod-podjele        | Pod-podjele       | Pod-podjele |
| Kod | Podjela           | Površina km2      | Stanovništvo (2010.) | Sjedište          | Poštanski broj    | Pod-distrikti     | Gradovi           | Naselja           | Etnička naselja   | Stambene zajednice | Sela              |             |
| 230100 | Harbin            | 53523,5           | 10635971             | Songbei           | 150000            | 131               | 107               | 62                | 12                | 850                | 1879              |             |
| Gradsko središte |                   |                   |                      |                   |                   |                   |                   |                   |                   |                    |                   |             |
| 230102 | Daoli             | 479,2             | 923762               | Fushun            | 150000            | 20                | 3                 |                   |                   | 116                | 37                |             |
| 230103 | Nangang           | 182,9             | 1343857              | Dacheng           | 150000            | 18                | 1                 | 1                 | 1                 | 169                | 20                |             |
| 230104 | Daowai            | 618,6             | 906421               | Daxing            | 150000            | 22                | 4                 |                   |                   | 114                | 38                |             |
| 230108 | Pingfang          | 98                | 190253               | Youxie            | 150000            | 6                 | 2                 |                   |                   | 25                 | 11                |             |
| 230109 | Songbei           | 736,3             | 236848               | Songbei           | 150000            | 7                 | 2                 |                   |                   | 33                 | 48                |             |
| 230110 | Xiangfang         | 339,5             | 916408               | Xiangfang avenija | 150000            | 20                | 4                 |                   |                   | 117                | 46                |             |
| Predgrađa |                   |                   |                      |                   |                   |                   |                   |                   |                   |                    |                   |             |
| 230111 | Hulan             | 2185,9            | 764534               | Limin             | 150500            | 16                | 7                 | 3                 |                   | 48                 | 170               |             |
| 230112 | Acheng            | 2452,1            | 596856               | Jincheng          | 150300            | 12                | 7                 |                   |                   | 76                 | 108               |             |
| 230113 | Shuangcheng       | 3112,0            | 825634               | Xinxing           | 150100            | 10                | 6                 | 11                | 5                 | 18                 | 246               |             |
| Satelitski gradovi |                   |                   |                      |                   |                   |                   |                   |                   |                   |                    |                   |             |
| 230183 | Shangzhi          | 8824,9            | 585386               | Shangzhi          | 150600            |                   | 10                | 7                 | 2                 | 21                 | 163               |             |
| 230184 | Wuchang           | 7502,0            | 881224               | Wuchang           | 150200            |                   | 12                | 12                | 3                 | 21                 | 261               |             |
| Seoska područja |                   |                   |                      |                   |                   |                   |                   |                   |                   |                    |                   |             |
| 230123 | Yilan             | 4616              | 388319               | Yilan             | 154800            |                   | 6                 | 3                 | 1                 | 12                 | 132               |             |
| 230124 | Fangzheng         | 2968,6            | 203853               | Fangzheng         | 150800            |                   | 4                 | 4                 |                   | 15                 | 67                |             |
| 230125 | Bin               | 3844,7            | 551271               | Binzhou           | 150400            |                   | 12                | 5                 |                   | 5                  | 143               |             |
| 230126 | Bayan             | 3137,7            | 590555               | Bayan             | 151800            |                   | 10                | 8                 |                   | 35                 | 116               |             |
| 230127 | Mulan             | 3600              | 277685               | Mulan             | 151900            |                   | 6                 | 2                 |                   | 7                  | 86                |             |
| 230128 | Tonghe            | 5675,5            | 210650               | Tonghe            | 150900            |                   | 6                 | 2                 |                   | 6                  | 81                |             |
| 230129 | Yanshou           | 3149,6            | 242455               | Yanshou           | 150700            |                   | 5                 | 4                 |                   | 12                 | 106               |             |

## Stanovništvo
Prema šestom popisu stanovništva u Kini, ukupan broj stanovnika u gradu Harbinu 2010. godine iznosio je 10,63 milijuna, a gradskog područja 5,28 milijuna stanovnika, što predstavlja povećanje od 12,99 % u odnosu na prethodno desetljeće.
| 1934.   | 1944.   | 1953.     | 1964.     | 1982.     | 1990.     | 2000.     | 2010.      |
| ------- | ------- | --------- | --------- | --------- | --------- | --------- | ---------- |
| 500.526 | 711.818 | 1.162.962 | 1.962.000 | 2.542.832 | 4.219.516 | 9.413.359 | 10.635.971 |

## Gospodarstvo
Harbin je snažno industrijsko središte s brojnim tradicionalnim tvornicama za preradu soje, šećeranama za preradu šećerne repe i mlinovima za preradu žita. Uz tvornice za proizvodnju duhanskih proizvoda, kože, i sapuna.
 Nakon 1950. počela se razvijati industrija alatnih strojeva, rudarske i metalurške opreme, poljoprivredne opreme, plastike, elektroenergetskih turbina, bojlera i električnih generatora. Zbog naftnih polja u nedalekom Dacinu, razvila se proizvodnja opreme za eksploataciju nafte, a u najnovije vrijeme osnovana je industrijska zona visoke tehnologije, koja se ubrzano širi.
Harbin je i centar bogatog poljoprivrednog kraja u kojemu se uzgaja pšenica, soja, šećerna repa, kukuruz, lan i sirak. Ti se proizvodi iz Harbina izvoze po cijeloj Kini. Grad ima veliki međunarodni sajam koji se održava jednom godišnje, on je uvelike pomogao unapređenju kinesko-ruskih poslovnih odnosa, kao i trgovini između Kine i zemalja Istočne Europe.

## Promet
Harbin je velika riječna luka na rijeci Sungari, preko koje je povezan s Amurom i važno željezničko čvorište dobro povezan sa svim većim kineskim gradovima s jedne strane, i Transibirskom željeznicom s druge strane. Harbin ima dobro uređen javni promet, od 2003. počeo se graditi metro ukupne dužine 17.47 km. U novije vrijeme izgrađena je i mreža autoputova prema većim gradovima u okolici. Grad ima i veliku novoizgrađenu međunarodnu zračnu luku Taiping (IATA: HRB, ICAO: ZYHB) udaljen 37 km od grada, s vezama prema Pekingu, Šangaju, Moskvi, Pyongyangu, Bangkoku...i brojnim drugim gradovima.

## Obrazovanje
Harbin ima mnoštvo fakulteta i visoko školskih ustanova, od kojih je najpoznatiji Tehnološki institut, koji je na visokoj cijeni u Kini. Pored njega grad ima još mnoštvo znanstvenih instituta.

## Zbratimljeni gradovi
| - Aarhus Danska (1984.) - Arras Francuska (2008.) - Asahikava Južna Koreja (1995.) - Bečko Novo Mjesto Austrija (2008.) - Bucheon Južna Koreja (1995.) - Cagayan de Oro Filipini (2007.) - Čeljabinsk Rusija (2012.) - Čijang Maj Tajland (2008.) - Daugavpils Latvija (2003.) - Edmonton Kanada (1985.) - Ekurhuleni JAR (2001.) | - Fairfax, Virginia SAD (2010.) - Givatajim Izrael (1999.) - Gomelj Bjelorusija (2015.) - Griffith, New South Wales Australija (2005.) - Habarovsk Rusija (1993.) - Krasnodar Rusija (2008.) - Krasnojarsk Rusija (2003.) - Magdeburg Njemačka (2008.) - Minneapolis, Minnesota SAD (1992.) - Murmansk Rusija (2015.) - Niigata Japan (1979.) | - Nyíregyháza Mađarska (2006.) - Ploieşti Rumunjska (1993.) - Punta Arenas Čile (2007.) - Riccione Italija (2006.) - Rovaniemi Finska (2006.) - Sunderland Ujedinjeno Kraljevstvo (2009.) - Salvador de Bahía Brazil (2003.) - Sverdlovska oblast Rusija (1991.) - Jakutsk Rusija (2007.) - Užice Srbija - Varšava Poljska (1993.) |

## Vanjske poveznice
- Harbin na portalu Encyclopædia Britannica (engl.)
- Službene stranice  Arhivirana inačica izvorne stranice od 26. veljače 2011. (Wayback Machine)